# Lok (breton)
Lok, Loc ou Locq est un mot breton signifiant lieu saint ou lieu consacré tel un ermitage, un sanctuaire ou un monastère.

## Origines et fréquences
Le nom "Lok" (et ses variantes) provient du latin  locus (lieu) ; sa fréquence est d'environ 250 noms de lieux en Bretagne. 
Il est toujours suivi du nom d'un saint, à deux exceptions près : Locminé (noté en 1060 Locmenech ("lieu des moines") en vieux breton, traduit du latin (locus monachorum) et Locmeltro en Guern qui signifie "lieu de la vallée de la boule".
Dans 40% des cas les saints éponyme ne sont pas des saints bretons (Locmaria, Lochrist, Locmiquel, Locjean, etc..). La plus grande fréquence des noms en "loc" est dans le Morbihan.

## Exemples
De nombreux toponymes bretons ont comme préfixe Loc, par exemple :
- Inzinzac-Lochrist, (din (hauteur fortifiée), sag (eau stagnante) et sin (écume en gallois) - "l'ermitage de Jésus Christ)
- Plounévez-Lochrist (nouvelle paroisse - "l'ermitage de Jésus Christ)
- Locarn ("l'ermitage de saint Hernin, Ternen, Hern ou Harn")
- Loc-Brévalaire ("l'ermitage de saint Brévalaire")
- Loc-Eguiner ("l'ermitage de saint Éguiner")
- Locmalo ("l'ermitage de saint Maclou")
- Locmaria ("l'ermitage de Marie")
- Locmariaquer ("le monastère de Marie et Kaer, nom d'une baronnie)
- Locmelar ("l'ermitage de saint Mélar")
- Locoal-Mendon ("l'ermitage de saint Gudwal, Gurval ou Gutual")
- Locqueltas ("l'ermitage de saint Gweltaz")
- Locquénolé ("l'ermitage de saint Guénolé")
- Loc-Envel ("l'ermitage de saint Envel")
- Locquirec ("l'ermitage de saint Guirec")
- Locronan ("l'ermitage de saint Ronan")
- Loctudy ("l'ermitage de saint Tudy")
- Locunolé ("l'ermitage de saint Guénolé")
- Logonna (Logonna-Daoulas et Logonna-Quimerc'h) ("l'ermitage de saint Onna")
- Loguivy ("l'ermitage de saint Ivy")
- Lohuec ("l'ermitage de saint Judoc")
- Lopérec ("l'ermitage de saint Petroc")
- Loperhet ("l'ermitage de sainte Berc'hed")
- Loqueffret ("l'ermitage de saint Queffret, Gwevret, Guevret, Evret, Effret ou Euffret ou Gherfred")
- Lothey ("l'ermitage de saint They")
- Lotivy cf. Saint-Pierre-Quiberon ("l'ermitage de saint Divy")
- Louannec ("l'ermitage de saint Guennec")
- Loudéac ("l'ermitage de saint Hovec, Ovec, Offac, Auffac, Tovec, Tovac, Toffac, du latin Lucoteiacum qui signifie lieu de petites cabanes[3] ou d'origine gallo-romaine Lucotius + suffixe -acos[4]
- etc.